# 島並良
島並 良（しまなみ りょう、1969年5月8日 - ）は、日本の法学者。専門は知的財産法。神戸大学教授。鳥取県鳥取市生まれ、兵庫県神戸市出身。

## 学歴
- 1988年 灘高等学校卒業
- 1994年 東京大学法学部卒業
- 1996年 同大学院法学政治学研究科修士課程修了

## 職歴
- 1996年 - 東京大学大学院法学政治学研究科助手
- 2000年 - 神戸大学大学院法学研究科助教授
- 2007年 - 同教授
- 2016年 - 神戸大学大学院科学技術イノベーション研究科教授（法学研究科教授を兼務）

## 社会的活動
- 工業所有権審議会弁理士審査分科会臨時委員（弁理士試験委員）（2008年度、2009年度）
- 日本工業所有権法学会理事（2008年～）
- 著作権法学会理事（2016年～）
- 産業構造審議会知的財産分科会商標制度小委員会委員（2018年度～）
- 司法試験考査委員（2018年度）

## 著書
- 『知的財産ライセンス契約の保護―ライセンサーの破産の場合を中心に』（分担執筆、雄松堂出版、2005年）
- 『ケースブック知的財産法（第二版）』（共著、弘文堂、2006年）
- 『働く人をとりまく法律入門』（分担執筆、ミネルヴァ書房、2009年）
- 『岐路に立つ特許制度』（共編著、知的財産研究所、2009年）
- 『著作権法入門』（上野達弘、横山久芳共編著、有斐閣、2009年、第2版2016年）
- Ryo Shimanami ed., The Future of the Patent System, Edward Elgar 2012
- 『特許法入門』（上野達弘、横山久芳共編著、有斐閣、2014年）